# Фред Д'Агюяр
Фред Д'Агюяр (нар. 2 лютого 1960) — британсько-гаянський поет, прозаїк і драматург, професор англійської мови у Каліфорнійському університеті в Лос-Анджелесі.

## Біографія
Фред Д'Агюяр народився у Лондоні, Англія, у 1960 році у гаянських батьків, Малькольма Фредеріка Д'Агюяра та Кетлін Агати Месіа. У 1962 році його вивезли до Гаяни, де він жив із бабусею до 1972 року. У 12 років він повернувся до Англії.
Спочатку Д'Агюяр здобував медичну освіту, а потім вивчав африканські та карибські дослідження в Університеті Кента, Кентербері, який закінчив у 1985 році. Він подав заявку на вступ у докторантуру університету Ворика, займаючись дослідженням гаянського письменника Вілсона Гарріса, але, отримавши дві посади у Бірмінгемському та Кембриджському університетах (де він був стипендіатом Джудіт Е. Вілсон у 1989—1990 роках) — його докторська дисертація «вилетіла з [його] голови», і він почав зосереджувати всю свою енергію на творчому письмі.
Д'Агюяр переїхав до США, отримавши посаду запрошеного письменника в Емгерст-коледжі, Емгерст, Массачусетс (1992—1994). Відтоді він викладав у коледжі Бейтса, Льюїстон, штат Мен (асистент професора, 1994—1995) та Університеті Маямі, де обіймав посаду професора англійської мови та творчого письма. У 2003 році він обійняв посаду професора англійської мови та співдиректора магістра образотворчого мистецтва з творчого письма у Політехнічному інституті та університеті штату Вірджинія. Восени 2015 року він став професором англійської мови та директором відділу творчого письма в Університеті Каліфорнії в Лос-Анджелесі, обіймав її до 2019 року.

## Поезія, романи та п'єси

### Поезія
Перша поетична збірка Д'Агюяри, «Mama Dot» (1985), вийшла друком з великим успіхом. Вона зосереджена на архетиповій фігурі бабусі, мами Дот, і вона відрізнялася поєднанням стандартної англійської та національної мов. Разом зі своєю збіркою «Airy Hall» 1989 року (названою на честь села в Гаяні, де Д'Агюяр провів дитинство), «Mama Dot» отримала премію Гаяни з поезії. Якщо дії перших двох поетичних збірок Д'Агюяра відбувалися в Гаяні, його третя — «British Subjects» (1993) — досліджує досвід народів вест-індійської діаспори у Лондоні. Лондон також був у центрі уваги іншої поеми «Sweet Thames», яка транслювалася на BBC у «Світи у кіно» 3 липня 1992 року та виграла нагороду Комісії за гонитву расової рівності у медіа.
Після періоду написання романів Д'Агюяр повернувся до поетичного жанру у 1998 році, опублікувавши «Bill of Rights» (1998): довгу поему про бійню в Джонстауні у Гаяні у 1979 році, яка розповідається гаянськими версіями англійської мови, які поєднують діалекти, креольську та національну мови зі стандартним просторіччям. Вона увійшла до короткого списку премії Т. С. Еліота 1998 року. У 2000 році з'явилася ще одна поема, «Bloodlines», яка розповідає про чорну рабиню та її білого коханця. Його поетична збірка 2009 року «Continental Shelf» зосереджена на реакції на масове вбивство в університеті Вірджинії, під час якого студент убив 32 людини. Автор став фіналістом премії Т. С. Еліота 2009 року.

### Романи
Перший роман Д'Агюяра «The Longest Memory» (1994) розповідає про Вайтчепела, раба на плантації у Вірджинії у XVIII столітті. Книга отримала Премію Девіда Гігама за художню літературу та Премію Whitbread First Novel Award. Книгу адаптували для телебачення та транслювали на Channel 4 у Великій Британії. Повертаючись до тем, які він раніше розглядав у «British Subjects», роман Д'Агюяра «Dear Future» 1996 року досліджує історію вест-індійської діаспори через вигадану розповідь про життя однієї численної родини.
На написання третього роману, «Feeding the Ghosts» (1997), Д'Агюяра надихнула поїздка до Мерсісайдського морського музею у Ліверпулі. Сюжет книги, заснований на реальній історії про різанину на «Зонгі», під час якої 132 раби викинули з корабля невільників у Атлантику з метою отримання страхового відшкодування. Згідно з історичними розповідями, один раб вижив і знову піднявся на корабель. В історії Д'Агюяра цей раб, про якого практично немає історичної інформації, з'являється як вигаданий персонаж Мінта.
Його четвертий роман, «Bethany Bettany» (2003), зосереджений на п'ятирічній гаянській дівчинці Бетані, чиї страждання дехто сприймає як символ нації (Гаяни), яка прагне відновити себе. Його роман «Children of Paradise» 2014 року є вигаданим переосмисленням бійні в Джонстауні, розказаним з точки зору матері та дитини, які живуть у громаді.

### П'єси
Серед його п'єс «High Life», вперше поставлена в Олбані Емпайр у Лондоні у 1987 році, та «A Jamaican Airman Foresees His Death», поставлену у театрі Королівський двір у Лондоні у 1991 році. Його радіоп'єса «Mr Reasonable» — про звільненого темношкірого раба, вмілого ткача шовку, якого Шекспір найняв для виготовлення театральних костюмів — транслювалася на BBC Radio 4 10 квітня 2015 року.

## Призи та нагороди
- 1983: Нагорода групи з захисту прав меншин
- 1984: Премія Кентського університету Т. С. Еліота (для студентів Кентського університету)
- 1985: Літературна премія GLC
- 1985: Премія Малкольма Ікса за поезію (за «Mama Dot»)
- 1989: Поетична премія Гаяни (за "Mama Dot "і "Airy Hall ")
- 1993: Премія Комісії за гонитву расової рівності в медіа (за «Sweet Thames»)
- 1994: Премія Девіда Гігама за художню літературу (за «The Longest Memory»)
- 1994: премія Whitbread First Novel Award (за «The Longest Memory»)
- 1996: Літературна премія Гаяни (за «Dear Future»)
- 1997: у шорт-листі Меморіальної премії Джеймса Тейта Блека (за художню літературу) (за «Feeding the Ghosts»)
- 2009: Премія Т. С. Еліота (короткий список)
- 2019: Премія Чолмлі